# Is It Real?

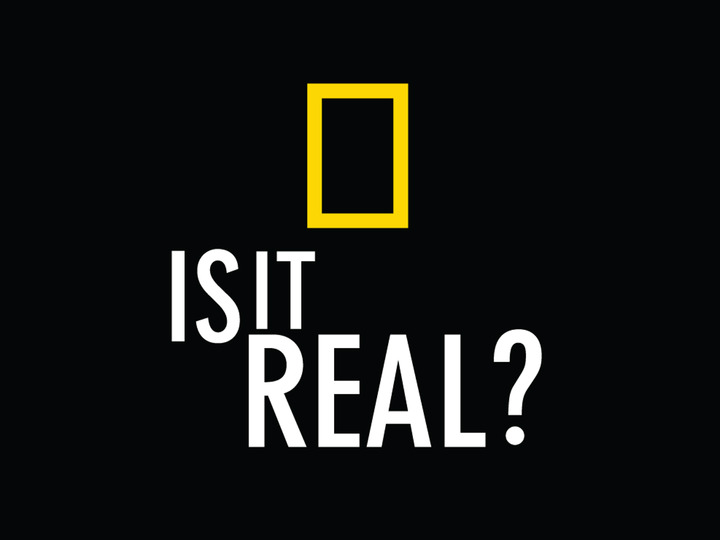
Logo "Is it Real"

Is it Real? est une série américaine d'émissions documentaires diffusée sur la chaîne National Geographic Channel de 2005 à 2007. Son but est d'informer les gens au sujet de phénomènes paranormaux ou de cryptides (voir cryptozoologie).
La particularité de l'émission est d'interviewer des scientifiques crédules ou sceptiques afin d'avoir un point de vue global des sujets abordés et d'en déterminer des causes ou du moins des hypothèses.
Le 23 juin 2008, ces émissions ont été récompensées par Independent Investigations Group, comme étant l'une des rares émissions qui éveillent l'esprit critique et s'intéressent à la science.

## Format des émissions
Les émissions durent 45 minutes. Pendant 30 à 40 minutes, des phénomènes étranges liés au thème de l'émission sont exposés. Dans cette partie le point de vue de ceux qui croient au phénomène est privilégié. Le spectateur est alors interrogé sur ce qu'il pense des phénomènes. Puis le point de vue des scientifiques sceptiques est privilégié. Le commentateur conclut l'émission en disant que c'est au spectateur de se faire son avis.
L'émission n'indique pas clairement quand une scène est réelle, reconstituée avec les protagonistes réels ou avec des acteurs, ou des images d'archives sans rapport pour illustrer le propos.
Par exemple, dans l'émission sur le somnambulisme, une femme se levant la nuit est filmée en train de se préparer à manger alors qu'elle dort. La scène semble être présentée comme réelle, pourtant des mouvements de caméra qui dramatisent la scène aurait sans doute dû la réveiller. Dans l'émission sur les maisons hantés, une personne est présentée comme la femme enceinte d'un propriétaire d'un bar. La femme est mise en scène, en train de se faire agresser par un fantôme dans la cuisine et la cave du bar. Plupart, son mari affirme que sa femme refuse de revenir dans son bar depuis ces agressions. La personne montrée précédemment serait donc une actrice.

## Épisodes

### Saison 1
1. Combustion humaine spontanée
2. OVNI
3. Fantômes
4. Bigfoot ou Sasquatch
5. Monstres des profondeurs
6. Animaux psychiques
7. Super-pouvoir
8. Exorcisme
9. Crop Circles ou agroglyphes
10. Détectives psychiques

### Saison 2
1. Chupacabra
2. Somnambulisme extrême
3. Stigmates
4. Hommes-singes
5. L'effet Nostradamus
6. Le Da Vinci Code
7. L'Atlantide
8. Triangle des Bermudes
9. Guérisons miraculeuses
10. Vampires
11. Jack l'Éventreur
12. Maisons hantées
13. Bigfoot russe
14. Astronautes antiques
15. Vie sur Mars
16. Enfants sauvages
17. Le roi Arthur
18. Vaisseaux Fantômes
19. Le Suaire de Turin